# MacPaint
MacPaint（まっく・ぺいんと）とはApple ComputerのMacintoshコンピュータ用のペイントソフト。
QuickDrawやHyperCardの作者ビル・アトキンソンが最初のバージョンを制作し、初期のMacintosh（1984）にMacWriteと共に標準添付された。MacPaintはQuickDrawを使って動いているので、当時アトキンソンはOS側の機能とアプリケーションを同時開発していたことになる。僅か128KBのメモリ上でOSとペイントソフトを動かすという至難の業を実現した。このソフトの前身はLisaで動作していたLisaSketchで、MacPaint自体もβ版の時点ではMacSketchと呼ばれていた。
Macintoshよりも先にAltoやVisiOn、またApple社自身のLisaなどGUIのシステムが既に存在していたが、当時はまだ一般のプログラマやユーザにはGUIを用いたソフトウエアとはどういうものかよく知られていなかった。そこで、ソフトウエアの見本という意味も込めてビル・アトキンソンはMacPaintを制作した。そしてこのソフトは、その後のペイント系ソフトの原型となったのみならず、グラフィックソフト以外でも、MacintoshやWindowsの多くのアプリケーションのお手本となった。
MacPaintは、後にClaris社に開発と販売が移管されたが、2005年現在販売はされていない。
2010年7月にQuickDrawとともにコンピュータ博物館へソースコードが寄贈された。

## エピソード
ドナルド・クヌースはこのソフトウェアを「プログラムの歴史上、最も素晴らしい作品」と評し、そのソースコードの閲覧を求めた。紆余曲折を経て、Computer History Museumに寄贈された。
アトキンソンが制作したMacPaint 1.0はたいへん素晴らしいソフトではあるが、Appleのインタフェースガイドラインを最初に無視したソフトウェアでもある。背景を独自に塗りつぶしたり、移動できない偽のウィンドウを使ったりと、ガイドラインよりソフトウェアの美しさを選んだ設計は、さすがにアトキンソンといった所である。
しかしこのソフトがシングルタスクのOSで動作している内は良かったが、やがてMultiFinderが登場して複数のアプリケーションが同時に動くようになると、さすがにこのワガママな仕様には困ってしまった。そこで1988年にDavid Ramseyがアプリーションの非標準的な部分を標準的な形に変更して、MacPaint 2.0を制作した。このバージョンは長くマックユーザーに愛用され続けた。

## 参考
1. 1 2  “Folklore.org: MacPaint Evolution”. www.folklore.org. 2021年3月22日閲覧。
2. ↑  “MacPaint and QuickDraw Source Code” (英語). CHM (2010年7月18日). 2021年4月1日閲覧。
3. ↑  『Revolution in the Valley』によると、オリジナルMacintoshの開発後半にデスクトップパターンの編集が実装された際、アトキンソンは「ユーザーが醜いデスクトップを作れるようにすべきでない」という理由で反対したという。結局その機能はOSに搭載されたが、MacPaintだけは何があっても美しく保てるようグレーパターンと偽ウィンドゥを独自描画する設計になったらしい。
4. ↑  アトキンソンはMacPaintの美しさに相当こだわっており、開発途上で一時OCR機能を実現しながら、「不完全なワープロソフトに見えるかもしれない」という理由により、正式版ではそれを取り除いている。